# 나카아마다촌
나카아마다촌(中甘田村)은 이시카와현 하쿠이군에 설치되었던 촌이다. 현재의 시카정에 해당한다.